# Raphael Silva
Raphael da Silva Arruda, genannt Raphael (* 20. April 1992 in Cuiabá), ist ein brasilianischer Fußballspieler.

## Karriere
Raphael Silva ist ein Spieler, welcher seine Laufbahn beim AA Ponte Preta aus der Campinas begann. Im Juli 2013 spielte er hier in dem Copa do Brasil 2013 und bestritt noch in der Série A seine ersten Spiele in der obersten brasilianischen Liga. Hier bestritt er am 1. Dezember 2013 er sein erstes Spiel in der Série A 2013 gegen den Associação Portuguesa de Desportos. In der Saison 2015 wurde er an den Boa EC ausgeliehen. Anfang 2016 war seine nächste Stadion der Criciúma EC, wiederum auf Leihbasis. Bei dem Klub blieb bis Ende 2017. Am 15. Dezember gab der Goiás EC bekannt, dass Raphael für ein Jahr verpflichtet wurde. Die Verpflichtung wurde Anfang Juli 2018 beendet, indem Raphael an Boavista Porto verkauft wurde. Bei Boavista erhielt der Spieler einen Kontrakt über drei Jahre. Das erste Pflichtspiel für Boavista bestritt Raphael im Taça de Portugal am 29. Juli 2018 auswärts gegen Nacional Funchal. In dem Spiel stand er in der Startelf. Sein erstes Spiel in der portugiesischen Primeira Liga bestritt Raphael am ersten Spieltag der Saison 2018/19. Am 13. August 2018 traf sein Klub im Auswärtsspiel auf den Portimonense SC. Im Mai 2019 kündigte der Klub den Vertrag vorzeitig.
Zwei Wochen später wurde Raphaels Wechsel zum al-Faisaly FC nach Saudi-Arabien bekannt. Der Kontrak erhielt eine Laufzeit über ein Jahr. Sein erstes Spiel in der Saudi Professional League bestritt Raphael am 24. August 2019, dem ersten Spieltag der 2019/20. Im Heimspiel gegen den al-Fayha FC stand er in der Startelf. In der Saison 2020/21 konnte er mit dem Klub den King Cup gewinnen. Noch im Zuge der Austragung der Folgesaison verließ Raphael den Klub im März 2022 Richtung Iran. Hier unterzeichnete er einen Kontrakt bei Esteghlal Teheran. Mit dem Klub trat er noch in acht Spielen der Persian Gulf Pro League 2021/22 an und konnte mit der Mannschaft den Titelgewinn feiern.

## Erfolge
Goiás
- Staatsmeisterschaft von Goiás: 2018

al-Faisaly
- King Cup: 2020/21

Esteghlal
- Persian Gulf Pro League: 2021/22
- Iranischer Fußball-Supercup: 2022